# Brebes (Regierungsbezirk)

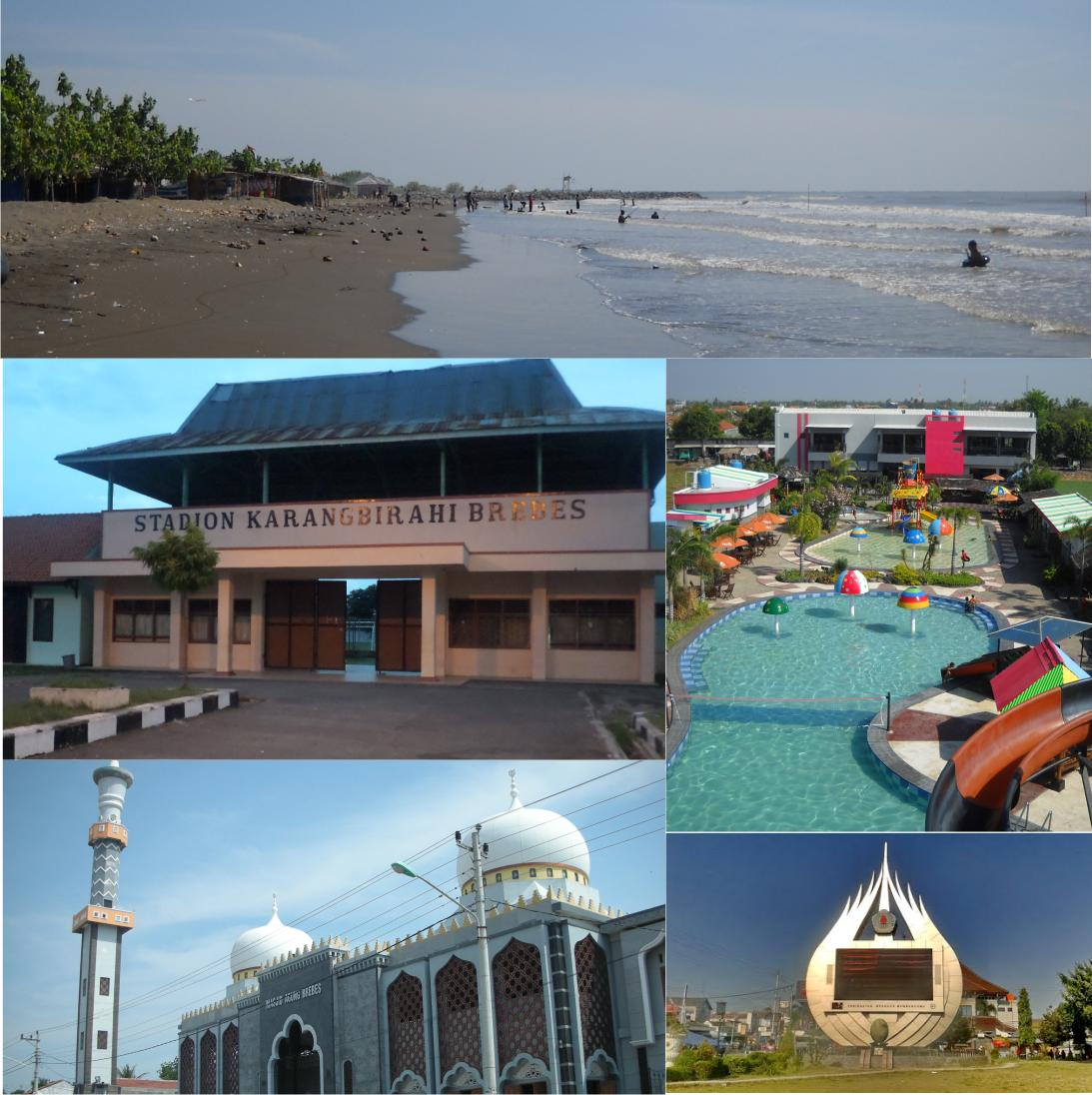
Querschnitt

Brebes (Javanisch: ꦧꦽꦧꦼꦱ꧀) ist ein indonesischer Regierungsbezirk (Kabupaten) in der Provinz Jawa Tengah, im Zentrum der Insel Java. Mitte 2022 leben im einwohnerreichsten Regierungsbezirk über 2 Millionen Menschen. Hauptstadt und Regierungssitz ist die gleichnamige Stadt Brebes, etwa 155 km westlich der Provinzhauptstadt Semarang gelegen.

## Geografie
Der Regierungsbezirk Brebes erstreckt sich zwischen 6°44′ und 7°21′ s. Br. sowie zwischen 108°41′ und 109°11′ ö. L. Er grenzt im Osten an die autonome Stadt und den Regierungsbezirk Tegal, im Südosten an Banyumas, im Südwesten an Cilacap, im Westen an Kuningan und im Nordwesten an Cirebon, beide Bezirke gehören zur Provionz Westjava. Im Norden bildet die etwa 55 km lange Küstenlinie der Javasee eine natürlich Grenze.

## Verwaltungsgliederung
Administrativ unterteilt sich Brebes in 17 Distrikte (Kecamatan) mit 297 Dörfern. weiterhin in 1573 Rukun Wagga (RW) und 8153 Rukun Tetangga (RT). Die einzigen Kelurahan (mit urbanem Charakter) befinden sich im Distrikt der Hauptstadt Brebes.
| Code 1   | Kecamatan Distrikt | Ibu Kota Verwaltungssitz | Fläche (km²) | Einwohner Census 2010 2 | Volkszählung (Census) 2020 | Volkszählung (Census) 2020 | Volkszählung (Census) 2020 | Anzahl der Dörfer 6 |
| Code 1   | Kecamatan Distrikt | Ibu Kota Verwaltungssitz | Fläche (km²) | Einwohner Census 2010 2 | Einwohner 3                | 0Dichte 40                 | Sex Ratio 5                | Anzahl der Dörfer 6 |
| -------- | ------------------ | ------------------------ | ------------ | ----------------------- | -------------------------- | -------------------------- | -------------------------- | ------------------- |
| 33.29.01 | Salem              | Salem                    | 167,21       | 56.871                  | 63.462                     | 379,5                      | 102,0                      | 21                  |
| 33.29.02 | Bantarkawung       | Bantarkawung             | 208,18       | 87.537                  | 102.815                    | 493,9                      | 103,5                      | 18                  |
| 33.29.03 | Bumiayu            | Bumiayu                  | 82,09        | 96.201                  | 112.680                    | 1.372,6                    | 103,4                      | 15                  |
| 33.29.04 | Paguyangan         | Paguyangan               | 108,17       | 96.268                  | 112.174                    | 1.037,0                    | 103,6                      | 12                  |
| 33.29.05 | Sirampog           | Sridadi                  | 74,19        | 61.687                  | 69.901                     | 942,2                      | 103,7                      | 13                  |
| 33.29.06 | Tonjong            | Tonjong                  | 86,55        | 65.232                  | 76.477                     | 883,6                      | 103,2                      | 14                  |
| 33.29.07 | Jatibarang         | Jatibarang               | 36,39        | 82.868                  | 87.185                     | 2.395,9                    | 102,2                      | 22                  |
| 33.29.08 | Wanasari           | Wanasari                 | 75,34        | 140.663                 | 161.893                    | 2.148,8                    | 104,0                      | 20                  |
| 33.29.09 | Brebes             | Brebes                   | 92,23        | 157.148                 | 182.421                    | 1.977,9                    | 102,5                      | 18/5 ★              |
| 33.29.10 | Songgom            | Songgom                  | 52,65        | 68.374                  | 85.122                     | 1.616,8                    | 101,6                      | 10                  |
| 33.29.11 | Kersana            | Kersana                  | 26,97        | 57.854                  | 67.322                     | 2.496,2                    | 102,4                      | 13                  |
| 33.29.12 | Losari             | Losari                   | 91,79        | 120.63                  | 138.582                    | 1.509,8                    | 102,9                      | 22                  |
| 33.29.13 | Tanjung            | Tanjung                  | 72,09        | 91.660                  | 105.155                    | 1.458,7                    | 103,6                      | 18                  |
| 33.29.14 | Bulakamba          | Bulakamba                | 120,36       | 162.478                 | 181.758                    | 1.510,1                    | 104,0                      | 19                  |
| 33.29.15 | Larangan           | Larangan                 | 160,25       | 136.825                 | 157.505                    | 982,9                      | 102,4                      | 11                  |
| 33.29.16 | Ketanggungan       | Ketanggungan             | 153,41       | 133.770                 | 144.524                    | 942,1                      | 101,9                      | 21                  |
| 33.29.17 | Banjarharjo        | Banjarharjo              | 161,75       | 118.070                 | 129.783                    | 802,4                      | 101,2                      | 25                  |
| 33.29    | Kab. Brebes        | Brebes                   | 1.769,62     | 1.733.869               | 1.978.759                  | 1.118,2                    | 102,9                      | 292/5               |

## Demographie
Zur Volkszählung im September 2020 lebten im Kabupaten Brebes 1.978.759 Menschen, davon 975.386 Frauen (49,29 %) und 1.003.373 Männer. Gegenüber dem letzten Census (2010) sank der Frauenanteil um 0,36 Prozent. 70,12 % (1.387.515) gehörten 2020 zur erwerbsfähigen Bevölkerung; 23,50 % waren Kinder (bis 14 Jahre) und 6,38 % waren im Rentenalter (ab 65 Jahren).
Mitte 2022 bekannten sich 99,74 Prozent der Einwohner zum Islam, Christen waren mit 0,24 % (3.439 ev.-luth. / 1.416 röm.-kath.) vertreten, 0,01 % waren Buddhisten. Zur gleichen Zeit waren von der Gesamtbevölkerung 42,48 % ledig; 51,49 % verheiratet; 1,81 % geschieden und 4,22 % verwitwet.

### Bevölkerungsentwicklung
| SP/SUPAS (Jahr) | 1971         | 1980         | 1990         | 1995         | 2000         | 2005         | 2010         | 2015         | 2020         |
| --------------- | ------------ | ------------ | ------------ | ------------ | ------------ | ------------ | ------------ | ------------ | ------------ |
| Kab. Brebes     | 1.043.883    | 1.264.078    | 1.521.835    | 1.629.416    | 1.711.364    | 1.751.460    | 1.733.869    | 1.780.626    | 1.978.759    |
| Anteil in %     | 4,77 %       | 4,98 %       | 5,34 %       | 5,22 %       | 5,77 %       | 5,41 %       | 4,75 %       | 5,28 %       | 5,39 %       |
| Jawa Tengah     | 021.877.0810 | 025.372.8890 | 028.521.6920 | 031.223.2580 | 029.653.2660 | 032.382.6570 | 036.516.0350 | 033.753.0230 | 036.742.5010 |

| Rang unter den 29 Kabupaten der Provinz (06/2022) | Rang unter den 29 Kabupaten der Provinz (06/2022) |
| ------------------------------------------------- | ------------------------------------------------- |
| Fläche                                            | 00005                                             |
| Einwohnerzahl                                     | 00001                                             |
| Dichte                                            | 00012                                             |

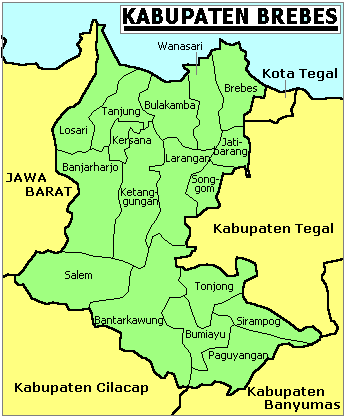
Die benannten Kecamatan

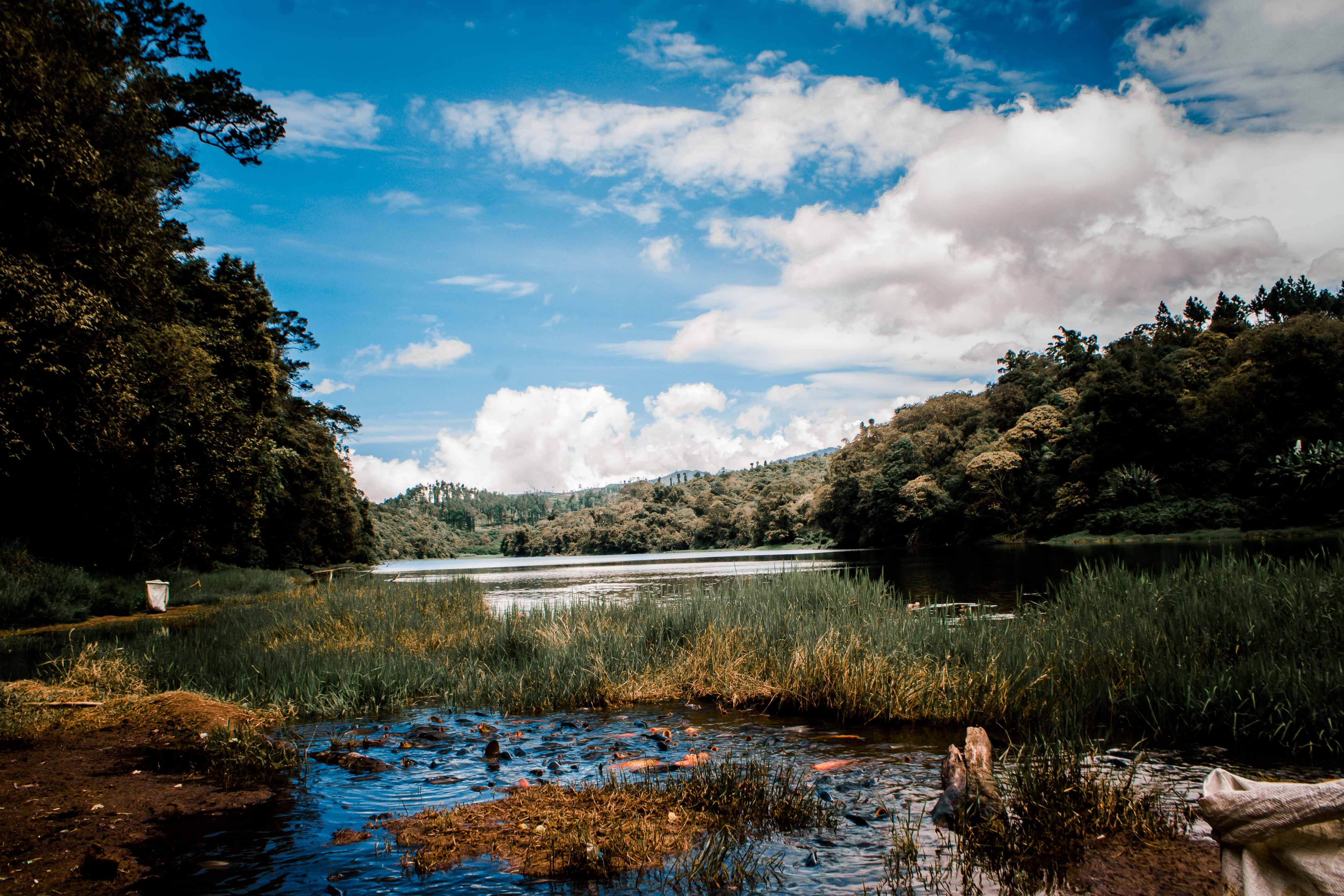
Der Renjeng-See im Naturschutzgebiet, Kecamatan Paguyangan

- Bevölkerungsentwicklung des Kabupaten Brebes von 1971 bis 2020
- Ergebnisse der Volkszählungen Nr. 3 bis 8 – Sensus Penduduk (SP)
- Ergebnisse von drei intercensalen Bevölkerungsübersichten (1995, 2005, 2015) – Survei Penduduk Antar Sensus (SUPAS)[6]